# 金英證券香港
金英證券（香港）有限公司，簡稱金英證券（香港），以及金英證券香港（英語：Kim Eng Securities (HK) Limited，港交所除牌時0727.HK），於1988年由新加坡馬來亞銀行金英證券有限公司設立一家於香港證券公司。
現時主要經營期货交易、客户提供专业研究及投资，以及零售投资服务，而曾在1998年1月16日則以「金英控股（香港）有限公司」於香港交易所主板上市，而最後由於市場增加競爭白熱化，故此出售給林致華，同時購回母公司，到了2004年4月23日，已成為現時為卓越金融有限公司。

## 連結
- KimEng.com.hk （页面存档备份，存于）